# THE IDOLM@STER MILLION ANIMATION THE@TER
《THE IDOLM@STER MILLION ANIMATION THE@TER》(아이돌마스터 밀리언 라이브 애니메이션 시어터)は, 2023년 8월 23일부터 란티스에서 발매된 CD 시리즈다.
TV 애니메이션 《아이돌마스터 밀리언 라이브!》에서 사용된 악곡의 롱 버전을 수록한 CD 시리즈다.
이 CD가 첫수록이 되는 곡은 굵은 글씨, 신규 리믹스·녹음된 악곡은 기울임꼴로 표기한다.

## Rat A Tat!!!
2023년 8월 23일 발매. 오프닝 테마 〈Rat A Tat!!!〉와 프롤로그 이미지 노래 〈세븐 카운트〉를 수록한 싱글.
수록곡
노래: MILLIONSTARS
1. Rat A Tat!!!
작사: 모모키 에이지, 작곡: 사토 타카후미(반다이 남코 스튜디오), 편곡: 한다 츠바사
2. 세븐 카운트
작사: 마츠이 요헤이, 작곡·편곡: 사타카 료헤이(Hifumi,inc.)
3. Rat A Tat!!!(Off Vocal)
4. 세븐 카운트(Off Vocal)

## Star Impression
2023년 9월 20일 발매. 유닛 MILLIONSTARS Team1st에 의한 신곡 〈Star Impression〉와 Off Vocal, 드라마를 수록.
수록곡
1. Star Impression
노래: MILLIONSTARS Team1st
작사: 코다마 사오리, 작곡·편곡: 야마구치 아키히코
2. Star Impression(Off Vocal)
3. 드라마

## 바닷바람과 캐스터네츠
2023년 9월 20일 발매. 유닛 MILLIONSTARS Team2nd에 의한 신곡 〈바닷바람과 캐스터네츠〉와 Off Vocal, 드라마를 수록.
수록곡
1. 바닷바람과 캐스터네츠
노래: MILLIONSTARS Team2nd
작사: 미사키 에리카, 작곡·편곡: EFFY
2. 바닷바람과 캐스터네츠(Off Vocal)
3. 드라마

## catch my feeling
2023년 9월 20일 발매. 유닛 MILLIONSTARS Team4th에 의한 신곡 〈catch my feeling〉와 Off Vocal, 드라마를 수록.
수록곡
1. catch my feeling
노래: MILLIONSTARS Team4th
작사·작곡·편곡: KOH
2. catch my feeling(Off Vocal)
3. 드라마

## 오렌지의 기억
2023년 10월 25일 발매. 유닛 MILLIONSTARS Team3rd에 의한 신곡 〈오렌지의 기억〉와 Off Vocal, 드라마를 수록.
수록곡
1. 오렌지의 기억
노래: MILLIONSTARS Team3rd
작사·작곡: 야마다 토모카즈, 편곡: 스미야 쇼헤이
2. 오렌지의 기억(Off Vocal)
3. 드라마

## Baton Touch
2023년 10월 25일 발매. 유닛 MILLIONSTARS Team5th에 의한 신곡 〈Baton Touch〉와 Off Vocal, 드라마를 수록.
수록곡
1. Baton Touch
노래: MILLIONSTARS Team5th
작사: 미야자키 마유, 작곡·편곡: 사쿠라자와 히카루(Hifumi,inc.)
2. Baton Touch(Off Vocal)
3. 드라마

## Unknown Box를 여는 방법
2023년 10월 25일 발매. 유닛 MILLIONSTARS Team6th에 의한 신곡 〈Unknown Box를 여는 방법〉와 Off Vocal, 드라마를 수록.
수록곡
1. Unknown Box를 여는 방법
노래: MILLIONSTARS Team6th
작사: Cocoro.(Dream Monster), 작곡: 本田正樹(Dream Monster), 편곡: 椿山日南子(Dream Monster)
2. Unknown Box를 여는 방법(Off Vocal)
3. 드라마

## Twirler
2023년 10월 25일 발매. 유닛 MILLIONSTARS Team7th에 의한 신곡 〈Twirler〉와 Off Vocal, 드라마를 수록.
수록곡
1. Twirler
노래: MILLIONSTARS Team7th
작사: 키미코, 작곡·편곡: 사사키 준
2. Twirler(Off Vocal)
3. 드라마

## REFRAIN REL@TION
2023년 10월 25일 발매. 유닛 MILLIONSTARS Team8th에 의한 신곡 〈REFRAIN REL@TION〉와 Off Vocal, 드라마를 수록.
수록곡
1. REFRAIN REL@TION
노래: MILLIONSTARS Team8th
작사: 마츠이 요헤이, 작곡·편곡: 타카다 쿄
2. REFRAIN REL@TION(Off Vocal)
3. 드라마

## START THE DREAM
2024년 2월 21일 발매. 극중에서 사용된 삽입곡을 수록한 앨범. CD 2매 세트.
수록곡
DISC-1
1. Dreaming!
노래: MILLIONSTARS Team6th
작사: 미사키 에리카, 작곡: BNSI(사토 타카후미), 편곡: Arte Refact
2. Rocket Star☆
노래: 이부키 츠바사(Machico)
작사: 미사키 에리카, 작곡·편곡: 혼다 유키(Arte Refact)
3. 바닷바람과 캐스터네츠
노래: MILLIONSTARS Team2nd
4. Festa Illumination
노래: 토쿠가와 마츠리(스와 아야카)
작사·작곡: 마츠이 요헤이, 편곡: 세키노 모토키
5. 초↑활기 Show☆아이돌ch@ng!
노래: 마츠다 아리사(무라카와 리에)
작사: 마츠이 요헤이, 작곡·편곡: 버그베어
6. Baton Touch
노래: MILLIONSTARS Team5th
7. Sentimental Venus
노래: 토요카와 후카(스에가라 리에), 모치즈키 안나(나츠카와 시이나), 요코야마 나오(와타나베 유이)
작사: 코다마 사오리, 작곡: rino, 편곡: 세키노 모토키
8. 야청색 금붕어와 꽃창포
노래: 시라이시 츠무기(미나미 사키)
작사: 나카무라 카나타, 작곡·편곡: 람시니
9. Hummingbird
노래: 사쿠라모리 카오리(코리 아리사)
작사·작곡: 후지모토 노리코, 편곡: 후쿠토미 마사유키
10. 오렌지의 기억
노래: MILLIONSTARS Team3rd
11. catch my feeling
노래: MILLIONSTARS Team4th
12. star impression
노래: MILLIONSTARS Team1st
13. Twirler
노래: MILLIONSTARS Team7th
14. Unknown Box를 여는 방법
노래: MILLIONSTARS Team6th
15. REFRAIN REL@TION
노래: MILLIONSTARS
작사: 마츠이 요헤이, 작곡·편곡: 타카다 쿄
16. Brand New Theater!
노래: MILLIONSTARS
작사: 모모키 에이지, 작곡: BNSI(사토 타카후미), 편곡: EFFY

DISC-2
1. We Have A Dream(Anime ver.)
노래: 카스가 미라이(야마자키 하루카), 모가미 시즈카(타도코로 아즈사), 이부키 츠바사(Machico), 토쿠가와 마츠리(스와 아야카), 나나오 유리코(이토 미쿠), 하코자키 세리카(아사쿠라 모모), 모치즈키 안나(나츠카와 시이나)
작사: 나카무라 메구미, 작곡·편곡: 사사키 히로토
2. Thank You!(Acoustic ver.)
노래: MILLIONSTARS
작사: 모모키 에이지, 작곡·편곡: NBSI(사토 타카후미)
3. Snow White
노래: 모가미 시즈카(타도코로 아즈사)
작사: 모리 유리코, 작곡: rino, 편곡: 마스다 타케시
4. READY!!(Anime ver.)
노래: 765 MILLIONSTARS
작사: yura, 작곡·편곡: 코사키 사토루
5. G선상의 아리아
노래: 키사라기 치하야(이마이 아사미), 모가미 시즈카(타도코로 아즈사), 키타자와 시호(아마미야 소라), 하코자키 세리카(아사쿠라 모모)
작사: 미사키 에리카, 작곡: J.S.바흐, 편곡: 토리네(반다이 남코 스튜디오)
6. Gift Sign
노래: 모가미 시즈카(타도코로 아즈사)
작사: 미사키 에리카, 작곡·편곡: 하라다 아츠시(Arte Refact)
7. READY!!(M@STER VERSION)
노래: MILLIONSTARS Team8th

#### 유닛 구성원
1. 1 2 3 4  카스가 미라이(야마자키 하루카), 모가미 시즈카(타도코로 아즈사), 이부키 츠바사(Machico), 타나카 코토하(타네다 리사), 시마바라 엘레나(카쿠모토 아스카), 사타케 미나코(오오제키 에리), 토코로 메구미(후지이 유키요), 토쿠가와 마츠리(스와 아야카), 하코자키 세리카(아사쿠라 모모), 노노하라 아카네(오가사와라 사키), 모치즈키 안나(나츠카와 시이나), 로코(나카무라 아츠키), 나나오 유리코(이토 미쿠), 타카야마 사요코(코마가타 유리), 마츠다 아리사(무라카와 리에), 코사카 우미(우에다 레이나), 나카타니 이쿠(하라시마 아카리), 텐쿠바시 토모카(코이와이 코토리), 에밀리 스튜어트(카하라 유), 키타자와 시호(아마미야 소라), 마이하마 아유무(토다 메구미), 키노시타 히나타(타무라 나오), 야부키 카나(키도 이부키), 요코야마 나오(와타나베 유이), 니카이도 치즈루(노무라 카나코), 바바 코노미(타카하시 미나미), 오오가미 타마키(이나카와 에리), 토요카와 후카(스에가라 리에), 미야오 미야(키리타니 초초), 후쿠다 노리코(하마사키 나나), 마카베 미즈키(아베 리카), 시노미야 카렌(콘도 유이), 모모세 리오(야마구치 리카코), 나가요시 스바루(사이토 유카), 키타가미 레이카(히라야마 에미), 스오 모모코(와타나베 케이코), 줄리아(아이미), 시라이시 츠무기(미나미 사키), 사쿠라모리 카오리(코리 아리사)
2. 1 2 3  사타케 미나코(오오제키 에리), 키타자와 시호(아마미야 소라), 텐쿠바시 토모카(코이와이 코토리), 모치즈키 안나(나츠카와 시이나)
3. 1 2 3  코사카 우미(우에다 레이나), 시노미야 카렌(콘도 유이), 후쿠다 노리코(하마사키 나나), 마카베 미즈키(아베 리카), 모모세 리오(야마구치 리카코)
4. 1 2 3  바바 코노미(타카하시 미나미), 스오 모모코(와타나베 케이코), 니카이도 치즈루(노무라 카나코), 마츠다 아리사(무라카와 리에), 요코야마 나오(와타나베 유이), 로코(나카무라 아츠키)
5. 1 2 3  타나카 코토하(타네다 리사), 오오가미 타마키(이나카와 에리), 토코로 메구미(후지이 유키요), 토요카와 후카(스에가라 리에), 나나오 유리코(이토 미쿠)
6. 1 2 3  타카야마 사요코(코마가타 유리), 나카타니 이쿠(하라시마 아카리), 노노하라 아카네(오가사와라 사키), 하코자키 세리카(아사쿠라 모모), 미야오 미야(키리타니 초초)
7. 1 2 3 4  토쿠가와 마츠리(스와 아야카), 에밀리 스튜어트(카하라 유), 키노시타 히나타(타무라 나오), 시마바라 엘레나(카쿠모토 아스카), 나가요시 스바루(사이토 유카)
8. 1 2 3  줄리아(아이미), 키타가미 레이카(히라야마 에미), 마이하마 아유무(토다 메구미), 야부키 카나(키도 이부키)
9. 1 2 3  카스가 미라이(야마자키 하루카), 모가미 시즈카(타도코로 아즈사), 이부키 츠바사(Machico), 사쿠라모리 카오리(코리 아리사), 시라이시 츠무기(미나미 사키)
10. ↑  아마미 하루카(나카무라 에리코), 키사라기 치하야(이마이 아사미), 호시이 미키(하세가와 아키코), 하기와라 유키호(아사쿠라 아즈미), 타카츠키 야요이(니고 마야코), 키쿠치 마코토(히라타 히로미), 미나세 이오리(쿠기미야 리에), 시죠 타카네(하라 유미), 아키즈키 리츠코(와카바야시 나오미), 미우라 아즈사(타카하시 치아키), 후타미 아미 / 마미(시모다 아사미), 가나하 히비키(누마쿠라 마나미), 카스가 미라이(야마자키 하루카), 모가미 시즈카(타도코로 아즈사), 이부키 츠바사(Machico), 타나카 코토하(타네다 리사), 시마바라 엘레나(카쿠모토 아스카), 사타케 미나코(오오제키 에리), 토코로 메구미(후지이 유키요), 토쿠가와 마츠리(스와 아야카), 하코자키 세리카(아사쿠라 모모), 노노하라 아카네(오가사와라 사키), 모치즈키 안나(나츠카와 시이나), 로코(나카무라 아츠키), 나나오 유리코(이토 미쿠), 타카야마 사요코(코마가타 유리), 마츠다 아리사(무라카와 리에), 코사카 우미(우에다 레이나), 나카타니 이쿠(하라시마 아카리), 텐쿠바시 토모카(코이와이 코토리), 에밀리 스튜어트(카하라 유), 키타자와 시호(아마미야 소라), 마이하마 아유무(토다 메구미), 키노시타 히나타(타무라 나오), 야부키 카나(키도 이부키), 요코야마 나오(와타나베 유이), 니카이도 치즈루(노무라 카나코), 바바 코노미(타카하시 미나미), 오오가미 타마키(이나카와 에리), 토요카와 후카(스에가라 리에), 미야오 미야(키리타니 초초), 후쿠다 노리코(하마사키 나나), 마카베 미즈키(아베 리카), 시노미야 카렌(콘도 유이), 모모세 리오(야마구치 리카코), 나가요시 스바루(사이토 유카), 키타가미 레이카(히라야마 에미), 스오 모모코(와타나베 케이코), 줄리아(아이미), 시라이시 츠무기(미나미 사키), 사쿠라모리 카오리(코리 아리사)
11. ↑  카스가 미라이(야마자키 하루카), 키노시타 히나타(타무라 나오), 줄리아(아이미), 타카야마 사요코(코마가타 유리), 타나카 코토하(타네다 리사), 텐쿠바시 토모카(코이와이 코토리), 하코자키 세리카(아사쿠라 모모), 마츠다 아리사(무라카와 리에), 모가미 시즈카(타도코로 아즈사), 모치즈키 안나(나츠카와 시이나), 야부키 카나(키도 이부키), 에밀리 스튜어트(카하라 유), 오오가미 타마키(이나카와 에리), 키타가미 레이카(히라야마 에미), 코사카 우미(우에다 레이나), 사타케 미나코(오오제키 에리), 시마바라 엘레나(카쿠모토 아스카), 나가요시 스바루(사이토 유카), 노노하라 아카네(오가사와라 사키), 바바 코노미(타카하시 미나미), 후쿠다 노리코(하마사키 나나), 마이하마 아유무(토다 메구미), 마카베 미즈키(아베 리카), 모모세 리오(야마구치 리카코), 요코야마 나오(와타나베 유이), 이부키 츠바사(Machico), 키타자와 시호(아마미야 소라), 시노미야 카렌(콘도 유이), 스오 모모코(와타나베 케이코), 토쿠가와 마츠리(스와 아야카), 토코로 메구미(후지이 유키요), 토요카와 후카(스에가라 리에), 나카타니 이쿠(하라시마 아카리), 나나오 유리코(이토 미쿠), 니카이도 치즈루(노무라 카나코), 로코(나카무라 아츠키), 미야오 미야(키리타니 초초)
12. ↑  아마미 하루카(나카무라 에리코),키사라기 치하야(이마이 아사미), 호시이 미키(하세가와 아키코), 키쿠치 마코토(히라타 히로미), 하기와라 유키호(아사쿠라 아즈미), 미나세 이오리(쿠기미야 리에), 카스가 미라이(야마자키 하루카), 모가미 시즈카(타도코로 아즈사), 이부키 츠바사(Machico), 사쿠라모리 카오리(코리 아리사), 시라이시 츠무기(미나미 사키)

### 참조주
1. ↑  “2023년8월 に劇場にて先行上映予定のアニメ「アイドルマスター ミリオンライブ！」関連商品が発売決定！！”. 《Lantis web site》. バンダイナムコミュージックライブ. 2023년 6월 9일. 2023년 8월 19일에 확인함.
2. ↑  “2023년8월 に劇場にて先行上映予定のアニメ「アイドルマスター ミリオンライブ！」オープニング主題歌『Rat A Tat!!!』購入特典のデザインを公開！！”. 《Lantis web site》. バンダイナムコミュージックライブ. 2023년 8월 18일. 2023년 8월 19일에 확인함.
3. ↑  “THE IDOLM@STER MILLION ANIMATION THE@TER 『Rat A Tat!!!』|アイドルマスター ミリオンライブ！”. 《THE IDOLM@STER MILLION LIVE!｜Lantis web site》. バンダイナムコミュージックライブ. 2023년 8월 19일에 확인함.
4. ↑  “THE IDOLM@STER MILLION ANIMATION THE@TER MILLIONSTARS Team1st 『Star Impression』|アイドルマスター ミリオンライブ！”. 《THE IDOLM@STER MILLION LIVE!｜Lantis web site》. バンダイナムコミュージックライブ. 2023년 9월 26일에 확인함.
5. ↑  “THE IDOLM@STER MILLION ANIMATION THE@TER MILLIONSTARS Team2nd 『海風とカスタネット』|アイドルマスター ミリオンライブ！”. 《THE IDOLM@STER MILLION LIVE!｜Lantis web site》. バンダイナムコミュージックライブ. 2023년 9월 26일에 확인함.
6. ↑  “THE IDOLM@STER MILLION ANIMATION THE@TER MILLIONSTARS Team4th『catch my feeling』|アイドルマスター ミリオンライブ！”. 《THE IDOLM@STER MILLION LIVE!｜Lantis web site》. バンダイナムコミュージックライブ. 2023년 9월 26일에 확인함.
7. ↑  “THE IDOLM@STER MILLION ANIMATION THE@TER MILLIONSTARS Team3rd 『オレンジノキオク』”. 《THE IDOLM@STER MILLION LIVE!｜Lantis web site》. バンダイナムコミュージックライブ. 2023년 11월 12일에 확인함.
8. ↑  “THE IDOLM@STER MILLION ANIMATION THE@TER MILLIONSTARS Team5th 『バトンタッチ』”. 《THE IDOLM@STER MILLION LIVE!｜Lantis web site》. バンダイナムコミュージックライブ. 2023년 11월 12일에 확인함.
9. ↑  “THE IDOLM@STER MILLION ANIMATION THE@TER MILLIONSTARS Team6th 『Unknown Boxの開き方』”. 《THE IDOLM@STER MILLION LIVE!｜Lantis web site》. バンダイナムコミュージックライブ. 2023년 11월 12일에 확인함.
10. ↑  “THE IDOLM@STER MILLION ANIMATION THE@TER MILLIONSTARS Team7th 『トワラー』”. 《THE IDOLM@STER MILLION LIVE!｜Lantis web site》. バンダイナムコミュージックライブ. 2023년 11월 12일에 확인함.
11. ↑  “THE IDOLM@STER MILLION ANIMATION THE@TER MILLIONSTARS Team8th 『REFRAIN REL@TION』”. 《THE IDOLM@STER MILLION LIVE!｜Lantis web site》. バンダイナムコミュージックライブ. 2023년 11월 12일에 확인함.